# Stephan Reinhardt (Rechtsanwalt)
Stephan Reinhardt (* 22. August 1966 in Basel) ist ein Schweizer Rechtsanwalt und ehemaliger Kommandant der Kantonspolizei Aargau.

## Leben und Ausbildung
Stephan Reinhardt verbrachte seine Kindheit und Jugend im Ausland. Nach dem Abschluss der Matura Typus B absolvierte er von 1986 bis 1992 das Studium der Jurisprudenz an der Universität Basel. Seit dem Advokaturexamen 1996 ist er als Rechtsanwalt zugelassen.
In der Schweizer Armee führte Stephan Reinhardt als Oberstleutnant im Generalstab das Militärpolizeibataillon 1. Auf den 1. Januar 2015 wurde er zum Oberst im Generalstab befördert.

## Öffentliche Ämter
Stephan Reinhardt hat verschiedene öffentliche Ämter in der Schweiz bekleidet. So war er für das Eidgenössische Departement für Verteidigung, Bevölkerungsschutz und Sport von 2001 bis 2004 im Rahmen der Mitgliedschaft der Schweiz bei der Partnerschaft für den Frieden (PfP) als Militärischer Stabs- und Verbindungsoffizier auf der schweizerischen Vertretung bei der NATO in Brüssel tätig. Dort vertrat er die Positionen der Schweiz in den zuständigen NATO-Komitees zwecks Erhöhung der Interoperabilität der schweizerischen Streitkräfte in der internationalen Friedensförderung.
2004 wechselte Stephan Reinhardt als Stabschef der Schweizer Bundeskriminalpolizei zum Bundesamt für Polizei (fedpol). Ab 2005 war er dort Gesamtprojektleiter für die nationale Umsetzung des Polizeikooperationsabkommens Schengen sowie die Integration der Interpol- und Europol-Abläufe in der Schweiz. Seine Aufgaben umfassten unter anderem den Anschluss des nationalen Fahndungssystems an das Schengener Informationssystem SIS.
2008 wurde Stephan Reinhardt Polizeikommandant der Kantonspolizei Aargau mit einer Gesamtverantwortung für ca. 750 Mitarbeiter. Von diesem Posten trat Reinhardt 2012 nach von ihm bekannt gegebenen, teils lange zurückliegenden, Verkehrsverstössen in seinem Privatleben zurück.

## Anwaltstätigkeit
Seit 2013 ist Stephan Reinhardt als selbstständiger Anwalt und Berater in Sicherheitsbelangen aktiv. Als Berater unterstützt er staatliche Organisationen sowie privatrechtliche Unternehmen bei der Implementierung von Strukturen für das Krisen- und Notfallmanagement.
Er war unter anderem 2015 für die Organisation für Sicherheit und Zusammenarbeit in Europa als nationaler Experte bei der Schulung für höhere Polizeikader in Kasachstan tätig.
2023 hiess das Bundesgericht die Laienbeschwerde eines von Reinhardt amtlich verteidigten Beschuldigten gut, dem die Oberstaatsanwaltschaft des Kantons Zürich sowie das Zürcher Obergericht den Wechsel des Pflichtverteidigers verweigert hatte. Das Bundesgericht stellte fest, dass Reinhardt gegen die Interessen seines Mandanten gehandelt hatte, indem er ein handschriftliches Haftentlassungsgesuch des Mandanten gegen dessen Willen zurückzog sowie gegenüber der Staatsanwaltschaft im Rahmen der Vernehmlassung zum beantragten Wechsel der amtlichen Verteidigung den Inhalt von Klientengesprächen offenlegte und das Vorgehen seines Mandanten kritisierte. Die Rechtsanwälte Martin Steiger und Konrad Jeker beurteilten Reinhardts Verhalten als Mandantenverrat.